# 濱田達郎
- 浜田達郎

濱田 達郎（はまだ たつろう、1994年8月4日 - ）は、愛知県名古屋市中川区出身の元プロ野球選手（投手）。左投左打。メディアによっては「浜田達郎」の表記も見られる。

## 経歴

### プロ入り前

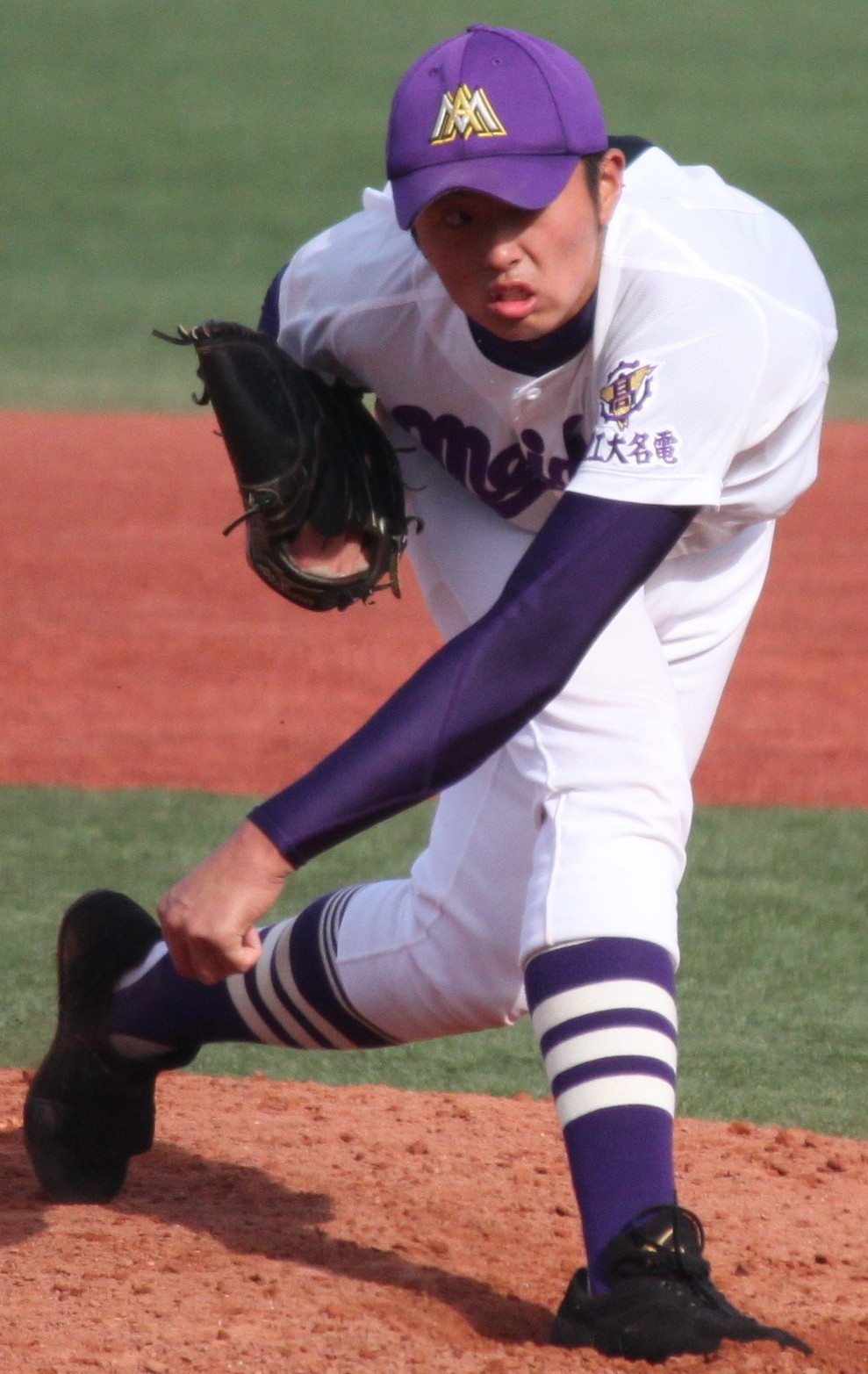
明治神宮野球大会における濱田

名古屋市立長良中学校時代はボーイズリーグの「名古屋ファイターズ」に所属。チームの先輩には、高校の先輩でもある堂上剛裕がいた。
高校は愛知工業大学名電高等学校に進学。1年春からベンチ入りし、秋以降はエース。2年夏の第93回全国高等学校野球選手権大会愛知県大会では決勝進出するも、決勝では至学館に及ばず甲子園を逃す。2年秋の県大会、東海大会で優勝し、明治神宮野球大会にも出場し準優勝。神宮大会では松坂大輔の31奪三振を抜き歴代2位となる40奪三振の大会記録を達成した。3年時は春夏連続で甲子園に出場。同学年の大谷翔平（花巻東）、藤浪晋太郎（大阪桐蔭）らとともに「高校BIG3」と取り上げられた。第84回選抜高等学校野球大会では1回戦で完封勝利、2回戦も2失点完投勝利するも、準々決勝で青森光星学院に敗戦。夏の第94回全国高等学校野球選手権大会では浦添商に初戦で敗れた。高校の2学年先輩に谷口雄也がいる。秋には藤浪らとともに、第25回AAA世界野球選手権大会の日本代表に選出された。
2012年のドラフト会議で中日ドラゴンズから2位指名を受け、11月11日に契約金6000万円、年俸660万円で入団に合意した。背番号は43。

### 中日時代
2013年には、ウエスタン・リーグの公式戦に先発で起用されるなど20試合に登板したが、2勝8敗、防御率6.39という成績に終わった。高校3年生の頃から抱えていた左肩の不安に加えて、直球の威力を増す為に敢行したスリークォーターからオーバースローへの投球フォーム改造が裏目に出て、実戦登板ではコントロールが定まらずに連打や連続四死球で失点を喫するケースが目立った。シーズン終了後のフェニックス・リーグから、二軍投手コーチの小笠原孝より助言を受け、フォームをスリークォーターに戻した。12月に参加した台湾でのウィンターリーグでは、4試合に登板。防御率1.80と好投した。
2014年には、春季キャンプを一軍でスタート。4月27日にプロ入り初の一軍に登録。5月7日の対阪神タイガース戦（ナゴヤドーム）で、予告先発されていた川上憲伸が腰痛で登板を回避したことから急遽先発で登板、6被安打11奪三振の内容で、中日では近藤真一が新人投手として1987年に達成して以来の一軍初先発、初完投、初完封勝利を挙げた。予告先発からの変更で先発した投手ではセントラル・リーグ初の記録。6月29日の対阪神戦（阪神甲子園球場）では、一軍初打点とシーズン4勝目を挙げた。10代で公式戦に登板した中日の投手では初めて、初先発からの4連勝を記録した。5連勝を狙った7月6日の読売ジャイアンツ戦では8回途中1失点に抑え、打撃でも7回に同点の適時打を放ったが、残した走者を後続の投手が生還させたためプロ初黒星となった。その後も先発ローテーションに定着して5勝目を挙げたが、7月30日の広島東洋カープ戦で4回9失点と打ち込まれ、出場選手登録を抹消された。8月26日の横浜DeNAベイスターズ戦（ナゴヤドーム）で先発登板した際に左肘の違和感を訴えて11球で降板。病院での検査の結果、左肘の靭帯損傷が発覚し、その後のシーズンを棒に振った。
2015年は靭帯損傷から復帰し4試合に先発登板するも、1勝もできなかった。オフにドミニカ・ウィンターリーグに派遣。チームメイトのアンダーソン・エルナンデスも所属するティグレス・デル・リセイに所属するも、3試合に登板し2/3回しか投げられず、防御率40.50と不調だった。
2016年は3月30日の広島東洋カープ戦に先発するも、4回0/3で7失点と試合をつくれず、翌31日に登録抹消。ウエスタン・リーグでは10試合で0勝1敗、防御率3.10という成績を残した。9月中旬より左腕のしびれを訴え、10月27日に左肘尺骨神経剥離術を受けた。10月29日、球団より翌年の契約を結ばないことが発表され、11月18日に育成選手として再契約した。育成選手に関するNPBの規約に沿って、背番号を203に変更した。
2017年4月25日、左肘尺骨神経剥離術を再び受け、10月31日に自由契約公示されたものの、引き続き翌年も育成選手として再契約することが発表された。
2018年6月27日のウエスタン・リーグ、対オリックス・バファローズ戦で自身約2年ぶりとなるマウンドに立つが、9月に左腕の血行障害が発覚。またも手術を受けることになった。その後、自由契約公示されたものの、引き続き育成選手として在籍することとなった。
2019年は復帰戦で白星を上げたものの、それ以降の勝ち星はなく、17試合に登板し防御率8.77の記録に留まる。10月30日、規定により、自由契約公示された後、11月18日に支配下登録選手として再契約することが発表された。背番号は69に変更した。
2020年8月4日の対横浜DeNAベイスターズ戦で、2016年3月30日以来となる一軍登板。26歳の誕生日となった登板を1回無失点に抑えた。
2021年は春季キャンプで右足首を痛め、2月16日に靱帯縫合手術を受けた。その後、リハビリを続けていたがコンディションが戻らず、11月24日にリハビリに専念するための育成再契約を前提とした戦力外通告を受けた。育成選手に関するNPBの規約に沿って、背番号を204に変更した。
2022年10月4日、戦力外通告を受け、現役引退を表明した。

### 現役引退後
現役引退後はNBC日本野球指導協会で指導者として活動。

## 選手としての特徴
スリークォーターから最速147km/hの速球とキレのあるスライダー、110km/h前後のカーブを用いた緩急自在のピッチングと高校時代に延長11回でもその試合最速となる146km/hを記録するスタミナが持ち味。他に、SFFやシュートも投じるが全体的に制球力を課題とする。
支配下登録復帰後はフォームをサイドスローに変更した。
また、牽制技術が高く、高校時代には投手ながら高校通算10本塁打も記録するなど打撃能力も高い。

## 詳細情報

### 年度別投手成績
| 年 度     | 球 団     | 登 板 | 先 発 | 完 投 | 完 封 | 無 四 球 | 勝 利 | 敗 戦 | セ 丨 ブ | ホ 丨 ル ド | 勝 率 | 打 者 | 投 球 回 | 被 安 打 | 被 本 塁 打 | 与 四 球 | 敬 遠 | 与 死 球 | 奪 三 振 | 暴 投 | ボ 丨 ク | 失 点 | 自 責 点 | 防 御 率 | W H I P |
| --------- | --------- | ----- | ----- | ----- | ----- | -------- | ----- | ----- | -------- | ----------- | ----- | ----- | -------- | -------- | ----------- | -------- | ----- | -------- | -------- | ----- | -------- | ----- | -------- | -------- | ------- |
| 2014      | 中日      | 16    | 13    | 1     | 1     | 0        | 5     | 3     | 0        | 0           | .625  | 352   | 79.2     | 80       | 8           | 33       | 0     | 4        | 72       | 3     | 0        | 40    | 36       | 4.07     | 1.42    |
| 2015      | 中日      | 4     | 4     | 0     | 0     | 0        | 0     | 3     | 0        | 0           | .000  | 72    | 15.2     | 10       | 3           | 16       | 0     | 0        | 9        | 0     | 0        | 13    | 13       | 7.47     | 2.00    |
| 2016      | 中日      | 1     | 1     | 0     | 0     | 0        | 0     | 1     | 0        | 0           | .000  | 25    | 4.0      | 8        | 0           | 5        | 0     | 0        | 0        | 1     | 0        | 7     | 7        | 15.75    | 3.25    |
| 2020      | 中日      | 7     | 0     | 0     | 0     | 0        | 0     | 0     | 0        | 0           | ----  | 27    | 5.1      | 7        | 2           | 3        | 0     | 1        | 5        | 0     | 0        | 4     | 4        | 6.75     | 1.88    |
| 通算：4年 | 通算：4年 | 28    | 18    | 1     | 1     | 0        | 5     | 7     | 0        | 0           | .417  | 476   | 104.2    | 105      | 13          | 57       | 0     | 5        | 86       | 4     | 0        | 64    | 60       | 5.16     | 1.55    |

### 年度別守備成績
| 年 度 | 球 団 | 投手  | 投手  | 投手  | 投手  | 投手  | 投手     |
| 年 度 | 球 団 | 試 合 | 刺 殺 | 補 殺 | 失 策 | 併 殺 | 守 備 率 |
| ----- | ----- | ----- | ----- | ----- | ----- | ----- | -------- |
| 2014  | 中日  | 16    | 4     | 5     | 1     | 0     | .900     |
| 2015  | 中日  | 4     | 1     | 4     | 0     | 0     | 1.000    |
| 2016  | 中日  | 1     | 0     | 1     | 0     | 0     | 1.000    |
| 2020  | 中日  | 7     | 0     | 1     | 0     | 0     | 1.000    |
| 通算  | 通算  | 28    | 5     | 11    | 1     | 0     | .941     |

### 記録
初記録
投手記録
- 初登板：2014年4月29日、対横浜DeNAベイスターズ4回戦（横浜スタジアム）、8回裏に4番手で救援登板、1/3回無失点
- 初奪三振：2014年5月3日、対読売ジャイアンツ7回戦（ナゴヤドーム）、4回表に橋本到から空振り三振
- 初先発・初勝利・初先発勝利・初完投・初完投勝利・初完封勝利：2014年5月7日、対阪神タイガース8回戦（ナゴヤドーム）、9回11奪三振

打撃記録
- 初打点：2014年6月29日、対阪神タイガース12回戦（阪神甲子園球場）、1回表に能見篤史から一ゴロの間に記録
- 初安打：2014年7月6日、対読売ジャイアンツ12回戦（東京ドーム）、3回表に澤村拓一から中前安打

### 背番号
- 43（2013年 - 2016年）
- 203（2017年 - 2019年）
- 69（2020年 - 2021年）
- 204（2022年）